# Ad Lib Night
Cette page contient des caractères spéciaux ou non latins. S’ils s’affichent mal (▯, ?, etc.), consultez la page d’aide Unicode.
Pour plus de détails, voir Fiche technique et Distribution.
Ad Lib Night (아주 특별한 손님, Aju teukbyeolhan sonnim) est un film sud-coréen réalisé par Yi Yoon-ki, sorti en 2006.

## Synopsis
Deux jeunes hommes persuadent une jeune fille de Séoul de les accompagner à la campagne où elle doit se faire passer pour la fille d'un homme qui va bientôt mourir et dont la dernière volonté est de revoir sa fille, partie des années auparavant.

## Fiche technique
- Titre : Ad Lib Night
- Titre original : 아주 특별한 손님 (Aju teukbyeolhan sonnim)
- Réalisation : Yi Yoon-ki
- Scénario : Yi Yoon-ki, d'après un roman d'Azuko Taira
- Production : Lee Yoon-ki
- Société de production : KBS Sky
- Photographie : Choi Sang-ho
- Montage : Kim Hyeong-ju
- Pays d'origine : Corée du Sud
- Langue : Coréen
- Format : Couleurs - 1,85:1 - Dolby Digital - Digital Video
- Genre : Drame
- Durée : 99 minutes
- Dates de sortie : 14 octobre 2006 (Festival international du film de Pusan), 30 novembre 2006 (Corée du Sud), 30 mars 2007 (France)

## Distribution
- Han Hyo-joo : Bo-kyung
- Kim Young-min : Gi-yeong
- Kim Jung-gi
- Choi Il-hwa
- Kim Joong-ki

## Distinctions
- Lotus Air France (prix de la critique internationale) au Festival du film asiatique de Deauville en 2007.
- Prix de la meilleure actrice pour Han Hyo-ju au Festival international du film de Singapour en 2007.

## Autour du film
- Le film a été tourné en DV en seulement 10 jours.